# Christen Djurhuus
Christen Jensen Djurhuus (* 24. April 1708 in Knæverhede bei Sæby, Nordjylland; † 2. Dezember 1775 in Nes (Eysturoy), Färöer) war ein dänischer Pastor auf den Färöern. Er ist der Stammvater aller Färinger, die Djurhuus heißen.
Christen war der Sohn des Bauern Jens Michelsen und Helle Andersdatter. Er ging zur Lateinschule in Sæby, das etwa 6 km vom Hof Knæverhede entfernt liegt. Dort machte er 1729 sein Abitur. In der Kirche von Sæby findet sich eine eingeritzte Inschrift an einer Sitzbank: CHRISTEN IENSØN DUERHEED 1725.
Dies ist der erste Hinweis auf den Namen Djurhuus. „Duerheed“ bezieht sich wohl auf den Hof Dyrheden südlich von Sæby, nahe der Küste. Die Häuser dort heißen Dyrhedens Huse, und aus irgendeinem Grund nahm Christer den Namen Dyrhuus oder Diurhuus an, was später Djurhuus geschrieben wurde und übersetzt „Tierhaus“ bedeutet.
Am 21. Juli desselben Jahres immatrikulierte er sich als Theologiestudent an der Universität Kopenhagen. Danach war er Hauslehrer beim Stadtvoigt von Sæby, Simon Mejer, und später beim Propst von Jerslev, Henrik Klein. 1734 kehrte er zur Universität zurück, wo er am 10. September sein Philosophikum und am 8. Dezember sein theologisches Staatsexamen machte. Am 13. Januar 1736 hielt er seine erste Probepredigt in der Trinitatiskirche, und am 12. April 1737 wurde er in der Nikolaikirche zu Kopenhagen zum Priester geweiht (in Skandinavien werden auch evangelische Pfarrer Priester genannt).
Am Tag darauf, dem 13. April, heiratete er Inger Nielsdatter Smith (1710–1781) auf Schloss Frederiksberg. Inger Smith war die Tochter von Niels Henrik Smith und Inger Paludan aus Vordingborg. Sie kam jung nach Kopenhagen und arbeitete als Unterköchin bei der Königin. Über sie ist nicht viel mehr bekannt, als dass sie in den Kirchenbüchern von Nes auf den Färöern häufiger als Patin auftaucht.
Bereits am 29. März 1737 wurde Christer Djurhuus als Kaplan von Nes auf den Färöern eingesetzt. Im selben Frühjahr zog er mit seiner Frau dorthin. Der dortige Priester Anders Lemvig starb am 28. April 1742. Am 3. August des Jahres wurde Christen Djurhuus Gemeindepfarrer für Eysturoy.
Jens Christian Svabo erwähnt, dass der Bauernsohn Djurhuus bemüht war, auf den baumlosen Färöern Weiden anzupflanzen und er tatsächlich eine kleine Weidenallee in Nes anlegte und weitere Weiden auf einem Holm im Toftavatn. Djurhuus war angeblich auch der Erste auf den Färöern, der mit Netzen nach Seelachs fischte. Diese Fangmethode sollte für die Armen in Tórshavn von großer Bedeutung werden.
Christer Djurhuus bemühte sich ebenfalls um die Verbesserung des Schulwesens auf den Färöern. Unter anderem schrieb er 1760 und 1774 an den Bischof von Seeland, dass eine von der Lateinschule in Tórshavn unabhängige dänische Schule eingerichtet werden möge. Allerdings hatte er damit keinen Erfolg.
Christen Djurhuus starb am 2. Dezember 1775 an Typhus. Zusammen mit Inger hatte er sieben Kinder, von denen sechs heranwuchsen. Eine Tochter wurde nach Norwegen verheiratet, die anderen drei mit Färingern. Die beiden Söhne waren Johan Christian Djurhuus (* 19. Mai 1741), der mit Maria Rønning verheiratet war, und Andreas Djurhuus (* 20. Mai 1742).